# Ramon de Mur
Ramon de Mur (? Tarragona?, Katalánsko – 1436? Tárrega?) byl katalánský malíř v období gotiky. Působil v Katalánsku v Aragonské koruně
Žil a pracoval v katalánském městě Tárrega, kde vytvořil většinu svých prací, z nichž nejdůležitější je oltářní obraz kostela Guimerá, který namaloval v letech 1402 až 1412 a z něhož se zachovalo 23 z původních 32 tabulek, které jsou nyní umístěné v biskupském muzeu Vich.

## Práce
- Oltářní obraz sv. Lucie (1412), farní kostel Santa Coloma de Queralt
- Oltářní obraz Cervera, z něhož se zachoval pouze středový panel, nyní v Museu Nacional d'Art de Catalunya
- Svatý biskup a dárce (1420), dílo připsáno Ramonu de Mur, Muzeum umění v Clevelandu
- Oltářní obraz sv. Petra, pro kostel Vinaixa, nyní Diecézní muzeum Tarragona

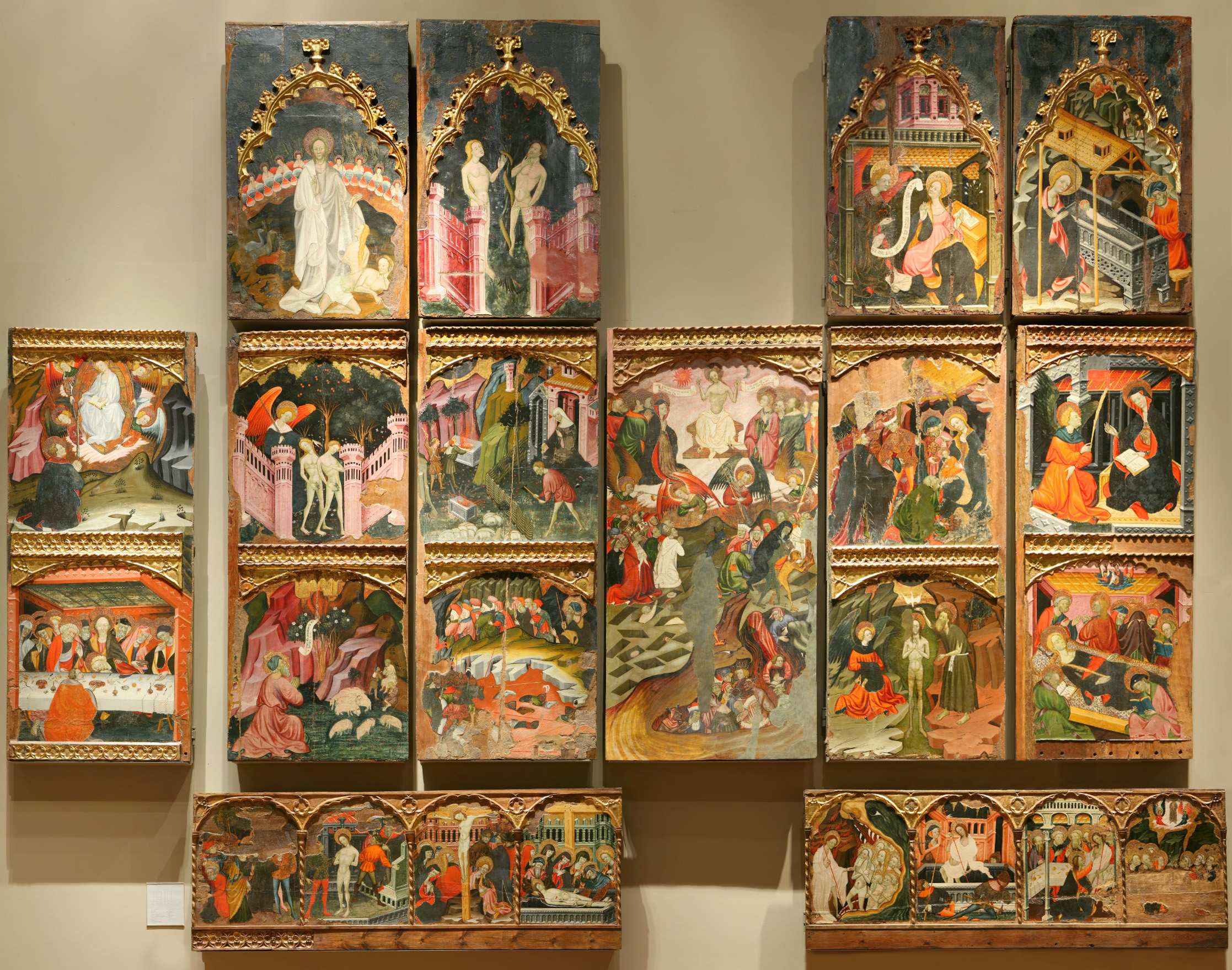
Guimerá
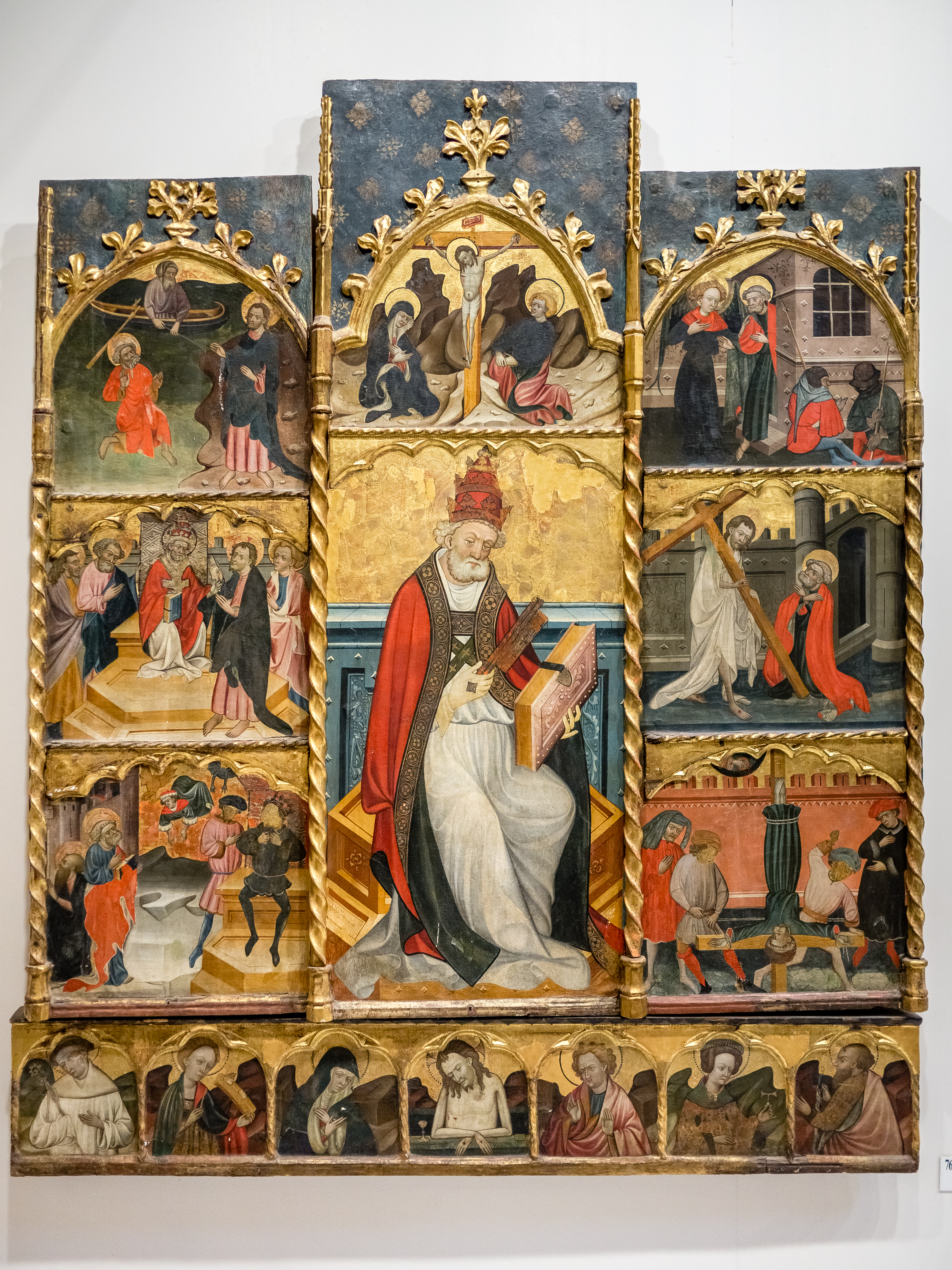
Vinaixa
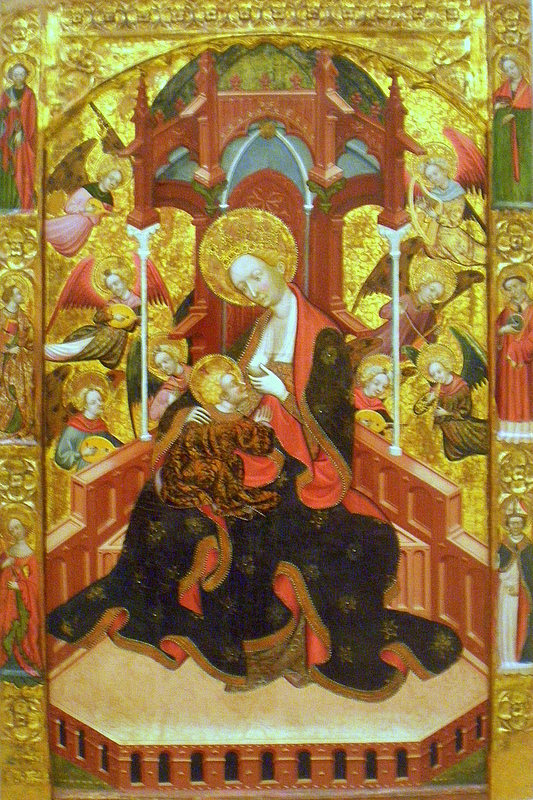
Cervera